# Птолемеїв культ Александра Македонського

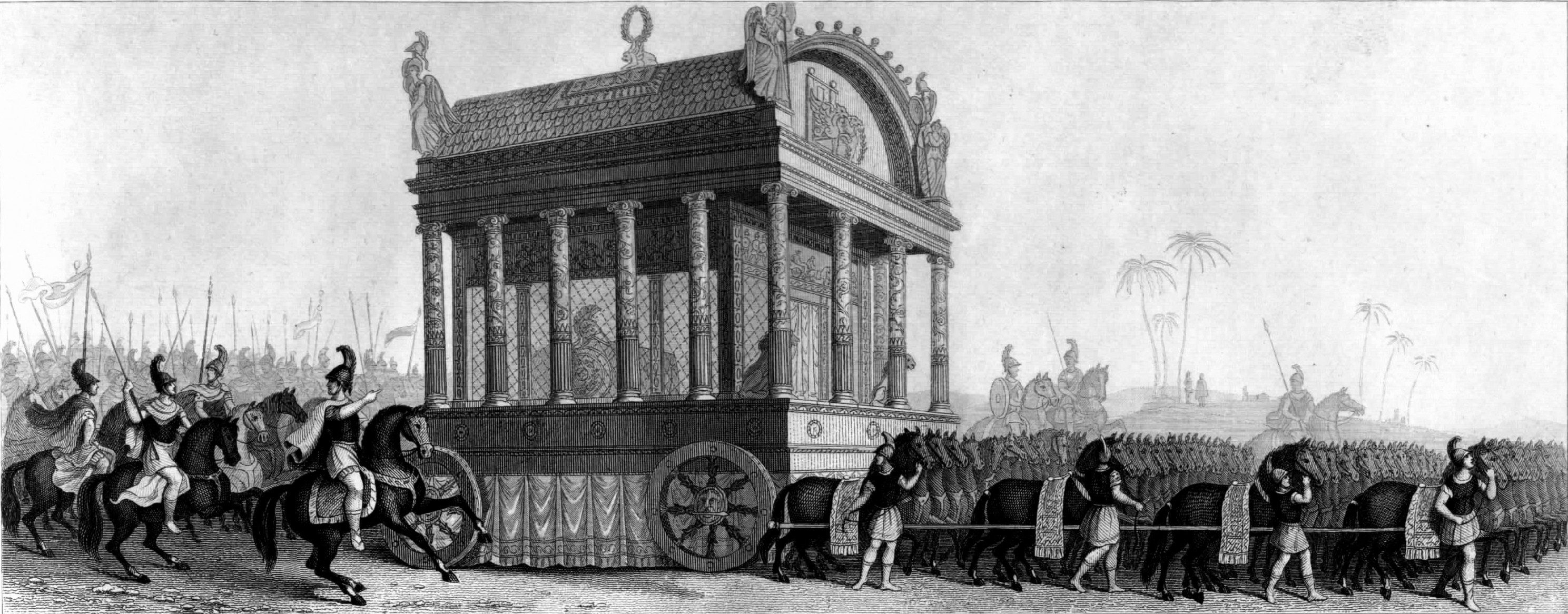
Реконструкція катафалка Александра середини ХІХ ст. за описом Діодора

Птолемеївський культ Александра Македонського був імператорським культом у Стародавньому Єгипті в елліністичний період (323–31 рр. до н. е.), поширений династією Птолемеїв. Ядром культу було поклоніння обожненому царю-завойовнику Александру Македонському, що згодом лягло в основу культу правителя самих Птолемеїв. Головний жрець культу був головним жерцем у Королівстві Птолемеїв.

## Фон
Після смерті Александра Македонського в 323 році до нашої ери його імперія розпалася під час війн діадохів (його генералів, діадохів або «наступників»). Один із них, Птолемей, син Лагоса, забезпечив панування над Єгиптом і зробив його базою для своїх власних імперських амбіцій. Щоб узаконити своє правління як Птолемей I Сотер ( r. 323–282 рр. до н. е.), він, як і інші діадохи, покладався не тільки на право завоювання, але й на передбачуване законне престолонаслідування Александра. Птолемей I не тільки описав себе як найближчого друга Александра у своїй історичній праці, але в 321 році до нашої ери він перехопив його тіло, коли похоронна процесія Александра прямувала до Македонії з Вавилону, і привіз його до єгипетської столиці в Мемфісі. Це твердження було особливо корисним у Єгипті, де Александра вітали як визволителя від імперії Ахеменідів і посадили на престол як фараона та сина божества Аммона-Ра, отримавши божественні почесті. Під час свого перебування в Єгипті Александр також заклав основи міста Александрії, яке стало головною грецькою колонією та столицею країни.
У новому королівстві Птолемеїв еллінський елемент (македонці та вихідці з грецьких міст-держав), до якого належала сама династія Птолемеїв, утворив правлячий клас, який змінив корінних єгипетських фараонів. Хоча в Єгипті та інших східних країнах здавна практикували священну царську владу, у грецькому світі про неї майже не чули. Спонуканий своїми безпрецедентними завоюваннями, в останній рік свого життя Александр вимагав навіть від своїх грецьких підданих, щоб до них ставилися як до живого бога (apotheōsis). Це було прийнято лише неохоче, а часто й прямо відкидалося грецькими містами, але одне плідне заснування міст Александром забезпечило йому там божественний статус, оскільки грецькі міста традиційно віддавали божественні почесті своєму засновнику. Коли Птолемей заволодів Єгиптом, він включив спадщину Александра у свою власну пропаганду, щоб підтримати претензії своєї власної династії. У рамках цих зусиль Александр був піднесений із простого бога-покровителя Александрії до статусу державного бога для грецького населення всієї імперії Птолемеїв, навіть за межами Єгипту.

## Александр як головний бог Птолемеїв

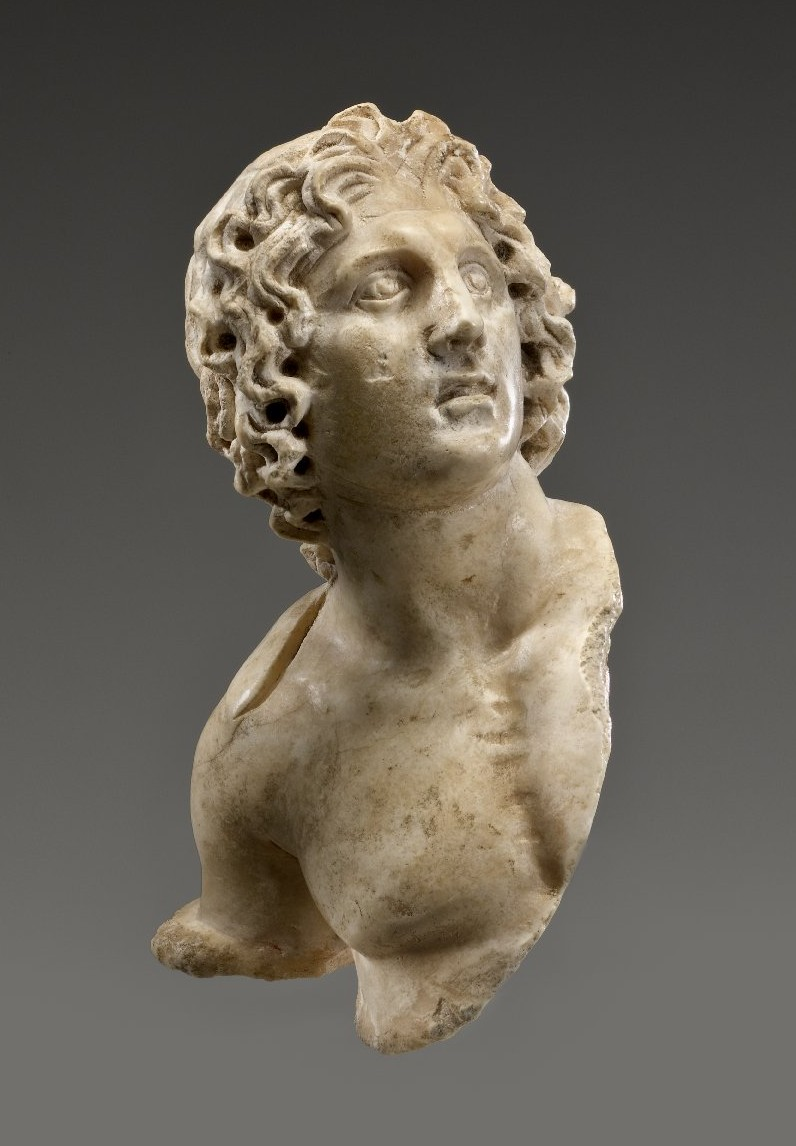
Єгипетська алебастрова статуетка Александра Македонського в Бруклінському музеї.

Під час ранньої династії Птолемеїв (прибл. 290 до н. е.) Птолемей I почав будівництво гробниці Александра Македонського в Александрії (σῆμα , sēma), і призначив священика (ἱερεύς , hiereus) для проведення там релігійних обрядів. Ця посада швидко просунулася вперед і стала найвищим священством у Королівстві Птолемеїв, її видатність підкреслювалася його однойменним характером, тобто кожен рік правління називався на честь чинного священика, а документи, як грецькою мовою койне, так і єгипетською мовою, датувалися його іменем. Перший священик Александра був не меншою постаттю, ніж брат Птолемея I Менелай. Володіння тривало один рік, але за Птолемея I священики, очевидно, обіймали посаду довше, тоді як за його наступників, за невеликим винятком, терміни перебування були скорочені до одного року.
За Птолемея II Філадельфа (282–246 рр. до н. е.) тіло Александра було доставлено до семи та, на відміну від звичайного грецького звичаю кремації, було поховано у чудовому золотому саркофазі, який згодом було замінено прозорою скляною труною, щоб показати його збережене тіло. Присутність тіла Александра в столиці Птолемеїв не тільки підвищила престиж династії, але й стала однією з головних визначних пам’яток і місць паломництва в стародавньому Середземномор’ї. Навіть римські імператори їздили в Александрію, щоб відвідати гробницю великого завойовника.
Птолемеї відводили обожненому Александру чільне місце в грецькому пантеоні, пов'язуючи його з дванадцятьма олімпійцями, такими як Зевс і Аполлон . Відповідно, в документах Александра називали просто його ім'ям, оскільки епітет theos («бог») вважався зайвим.

## Птолемеї як боги спільного храму
У той час як Птолемей I Сотер заснував імператорський культ Александра, його син і наступник Птолемей II завершив зв’язок із культом правителя навколо самої правлячої династії. Культ Птолемеїв почався в 283/2 р. до н. е. коли померлих батьків Птолемея II обожнювали як «Богів-Спасителів» (θεοὶ σωτῆρες, theoi sōtēres). Статуї подружжя були встановлені в храмі Александра, а жрець культу Александра взяв на себе обряди і для Птолемеїв. Цим жестом Птолемеї підкреслили вищу позицію Александра та свою власну підпорядкованість йому як «боги, що діляться храмами» (σύνναοι θεοί , synnanoi theoi). Александр залишався головним отримувачем ритуалів і жертвоприношень, а Птолемеї лише брали в них участь.
Піднесення Александра над Птолемеями та їх зв'язок з ним ще більше поглибилося через розширення культу. Таким чином, у 269 р. до н. е. була заснована жіноча священицька посада «носія кошика» (kanēphóros) для «Богині-брата» (thea adelphos) Арсіної II, а в 211 р. до н. «Богиня-благодійниця» (thea euergetis), Береніка II, а в 199 р. до н. Всі ці священства були підпорядковані священику Александра.
Клеопатра III додала ще три жіночі священства для свого особистого культу як «Богині-благодійниці та люблячої матері» (thea euergetis philometōr): «священне лоша» (hieros pōlos), «носія вінця» (stephanēphoros) і «світло». носій» (phōsphoros).
Концепція «богів, які діляться храмами» була підкреслена Птолемеєм IV Філопатором (221–204 рр. до н. е.) який переніс останки Птолемеїв та їхніх дружин — на відміну від Александра, вони були кремовані та зберігалися в урнах — до семи .

## Союз священства з царським титулом
Птолемей, син Кастора, є останнім священиком Александра, відомим на ім'я, до того, як посаду було об'єднано з королівським кабінетом. Оскільки священство Александра вперше засвідчено в королівській титулатурі на другому році спільного правління Птолемея IX і Клеопатри III (116/115 рр. до н. е.), незрозуміло, чи відбулося злиття посад в останні два роки Правління Птолемея VII або з приходом на престол його наступників. Цілком можливо, що злиття було здійснено з ініціативи Птолемея IX, щоб підкреслити його пріоритет над своєю матір'ю-співправителем, Клеопатрою III. Таким чином, посада змінила свою роль і характер, від одноіменного священства до інструменту пропаганди: на відміну від королівської посади, яка все частіше розподілялася між братами і сестрами чи іншими членами сім’ї з початку 2 століття до нашої ери, священство Александра було неподільним. Це, мабуть, сподобалося Птолемею IX, який прагнув відокремитися від своєї матері, яку він ненавидів і яка започаткувала власний священицький культ навколо своєї особи.
Цю нову роль священства Александра можна простежити і в пізніших правліннях. У перші місяці 112/111 рр. до н.е. посаду зайняв звичайний громадянин Артемідор. Ймовірно, він був прихильником Клеопатри III, якій вдалося тимчасово виселити свого сина з Александрії. Оскільки жінки не могли займати верховне священство в грецькому світі, їй довелося задовольнитися призначенням на цю посаду одного зі своїх прихильників, як публічний знак свого нового панування. Однак після Артемідора ім'я Птолемея IX було згодом додано до папіруса, що означає, що йому вдалося повернутися до Александрії в тому ж році.
У 107 р. до н. е. Клеопатрі III вдалося назавжди вигнати Птолемея IX з Александрії та підняти свого другого сина, Птолемея X, на трон як свого співправителя та священика Александра. Однак, оскільки міждинастичне суперництво тривало, у 105 р. до н. е. вона нарешті вирішила сама прийняти священство, щоб підкреслити своє пріоритет. Ймовірно, Клеопатра мала на меті, щоб ця домовленість була постійною, але її кричуще порушення грецьких норм, прийнявши сан священика, мабуть, зашкодило її іміджу серед греків. Останні роки її правління були зайняті її постійним конфліктом з Птолемеєм IX, доки вона не померла в 101 році до нашої ери, ймовірно, після спроби вбивства Птолемея IX, після чого Птолемей X став єдиним правителем. Жрецькі та королівські посади залишалися єдиними за Птолемея X та його наступників, хоча священицький титул рідко згадувався в папірусах, оскільки втрата його однойменного характеру зробила його неактуальним для цілей датування.

## Скорочення
- BGU = Ägyptische Urkunden aus den Staatlichen Museen zu Berlin, Griechische Urkunden. (13 томів, опублікованих з 1895 р.; Нові видання тт. I–IX, Мілан 1972).
- CPJud = Віктор А. Черіковер, Александр Фукс: Corpus Papyrorum Judaicarum. том. I, Кембридж (Массачусетс), 1957 рік.
- Лондон, BM EA = інвентарні номери папірусів і написів Британського музею, Лондон.
- OGIS = Wilhelm Dittenberger : Orientis Graeci inscriptiones selectae. Кол. I, Лейпциг 1903.
- P. Amh. = BP Grenfell, AS Hunt: The Amherst PapyrI 2 Vols. Лондон 1900–1901.
- П. Амстердам інв. = Інвентар папірусів Амстердамського університету .
- P. BM Andrews = CAR Andrews: Птолемеєві юридичні тексти з фіванської області. Лондон 1990.
- П. дем. Берл. = Demotische Papyri aus den Staatlichen Museen zu Berlin., 3 томи, Берлін 1978–1993.
- П. Брюссель інв. = Перелік папірусів Королівського музею мистецтва та історії, Брюссель .
- П. Каїр. Дзен. = CC Edgar: Zenon Papyri Vols. I–V, Каїр 1925–1931.
- P. Cornell = WL Westermann, CJ Kraemer Jr.: Грецькі папіруси в бібліотеці Корнельського університету. Нью-Йорк 1926 рік.
- П. дем. Cair. = Wilhelm Spiegelberg: Die Demotischen Denkmäler. Кол. I: Die demotischen Inschriften. Leipzig 1904; том. II: Die demotischen PapyrI Strasbourg 1908; Том: III: Demotische Inschriften und Papyri Berlin 1932.
- П. Елеф. = Otto Rubensohn: Aegyptische Urkunden aus den königlichen Museen in Berlin. In: Griechische Urkunden. Додатковий випуск: Elephantine Papyri Berlin 1907.
- П. Генф. I = J. Nicole: Les Papyrus de Genève. том. I, Женева 1896–1906.
- П. Хамб. інв. = P. Meyer: Griechische Papyrusurkunden der Hamburger Staats- und Universitätsbibliothek. Лейпциг/Берлін 1911–1924.
- П. Хіб. I = Бернард П. Гренфелл, Артур С. Хант: Папіруси Хібе, частина I, Лондон 1906 р.
- П. Хіб. II = EG Turner: The Hibeh Papyru Part II, London 1955.
- П. Хаусв. = Wilhelm Spiegelberg, Josef Partsch: Die demotischen Hauswaldt Papyri: Verträge der ersten Hälfte der Ptolemäerzeit (Ptolemaios II. –IV.) aus Apollinopolos (Edfu). Лейпциг 1913.
- П. KölnÄgypt. = Д. Курт, Х.-Ж. Тіссен і М. Вебер (Hrsg. ): Kölner ägyptische Papyri Opladen 1980.
- P. Köln II = B. Kramer und D. Hagedorn: Kölner Papyri Vol. 2, Opladen 1978.
- P. Köln VIII = M. Gronewald, K. Maresch und C. Römer: Kölner Papyri Vol. 8, Opladen 1997.
- П. Лонд. III = Ф. Г. Кеньон, Х. І. Белл: грецькі папіруси в Британському музеї. том. III, Лондон 1907.
- П. Міх інв. = Перелік папірусів Мічіганського університету .
- П. Осл. = С. Ейтрем, Л. Амундсен: Papyri Osloenses. томи II–III, Осло 1931–1936.
- P. Petrie = JP Mahaffy, JG Smyly: The Flinders Petrie Papyri Vols. I–III, Дублін, 1891–1905.
- П. БМ. Reich = Nathaniel Reich J.: Papyri juristischen Inhalts in hieratischer und demotischer Schrift aus dem British Museum. Відень 1914 рік.
- P. BM Siut = Герберт Томпсон: сімейний архів Сіута з папірусів у Британському музеї. Оксфорд 1934.
- П. Штрасб. = Грецький папірус Національної бібліотеки та університету Страсбурга. Страсбург 1912–1914.
- П. Тебт. я = BP Grenfell, AS Hunt, JG Smyly: The Tebtunis Papyri Vol. I, Лондон 1902.
- П. Тебт. III = Бернард П. Гренфелл, Артур С. Хант, Дж. Гілбарт Смайлі: Папіруси Тебтуніса, том. III, Лондон 1933.
- PP VI = Віллі Переманс, Едмонд Вант Дак, Леон Мурен, В. Свіннен: Prosopographia Ptolemaica VI: La cour, les relations internationales et les ownerships extérieures, la vie culturelle (Nos 14479-17250). В: Studia Hellenistica. Bd. 21, Лувен 1968.
- PP III/IX = Willy Clarysse: Prosopographia Ptolemaica IX: Addenda et Corrigenda au volume III In: Studia Hellensitica. том. 25, Лувен, 1981.
- PSI = Papyri Greci e LatinI Vols. I–XIV, Флоренція 1912–1957.
- SB = Hans A. Rupprecht, Joachim Hengstl: Sammelbuch griechischer Urkunden aus Ägypten. томи I–XXVI, 1903–2006.
- Стела 5576 = Urbain Bouriant : La Stèle 5576 du Musée de Boulaq et l'Inscription de Rosette . In: Recueil de travaux, Vol. 6, Париж 1885, стор. 1–20.